# Adeline Sacré
Pour les articles homonymes, voir Sacré (homonymie).
Adeline Sacré, née le 12 mars 1998 à Saint-Jean-d'Angély, est une joueuse française de water-polo.
Elle participe avec l'équipe de France de water-polo féminin aux Jeux européens de 2015 (terminant dixième) et au Championnat d'Europe de water-polo féminin 2016 (terminant septième).
Elle évolue au Nautic Club angérien, que préside son père Cyril Sacré. Elle a deux sœurs, Aurore, joueuse de water-polo, et Manon, kayakiste.